# Haley Lu Richardson
Haley Lu Richardson (7 de març de 1995, Phoenix (Arizona)) és una actriu estatunidenca de cinema i televisió. És coneguda pel seu paper principal a la sèrie Ravenswood.

## Biografia
És filla de Valerie, una directora de màrqueting, i de Forrest Richardson, un arquitecte de camps de golf. Va anar a l'escola Villa Montessori, i després a l'institut Arcadia. Durant els anys d'estudi, va participar a produccions teatrals i competicions de ball regional. El 2011, es va mudar a Hollywood, California.
Des del 2012 manté una relació amb l'actor canadenc Brett Dier, i es van comprometre el març del 2019.

## Carrera
El 2013 va aconseguir un paper freqüent a la sèrie Ravenswood de la cadena American Broadcasting Company. També aquell any va aparèixer com a convidada a la sèrie de Disney Channel Shake it up, i fou co-protagonista a l'episodi pilot de la sèrie Adopted de l'ABC. A més a més, va estrenar la pel·lícula Escape from Polygamy de Lifetime, juntament amb Jack Falahee.
Richardson va fundar Hooked by Haley Lu el 2013, una línia de teixits de barrets i productes d'accessoris que venen exclusivament a detallistes a Hollywood, Califòrnia. Els productes d'aquesta línia són dissenyats per ella mateixa i oferts sota llicències a fabricants selectes per a vendes de producció.
El 2014 va tenir papers principals a les pel·lícules The Last Survivors, amb Booboo Stewart i Nicole Fox, i The Young Kieslwoski, amb Ryan Malgarini. L'any següent va participar en The Bronce, juntament amb Melissa Rauch.
El gener del 2016 va estrenar la sèrie Recovery Road. Al cinema, va participar amb un paper secundari a la pel·lícula The Edge of Seventeen, juntament amb Hailee Steinfeld, Woody Harrelson i Blake Jenner. També aquell any va formar part del repartiment de la pel·lícula de terror Split.
Durant els últims anys ha centrat la seva carrera al cinema, participant a pel·lícules com Columbus i Operation Finale. Més recentment ha estrenat The Caperone amb Miranda Otto, Support the girls, amb Regina Hall, i Five Feet Apart, amb Cole Sprouse.

## Filmografia
| Any  | Títol                 | Paper           | Notes        |
| ---- | --------------------- | --------------- | ------------ |
| 2012 | Meanamorphosis        | Cameron         | Curtmetratge |
| 2014 | The Last Survivors    | Kendal          | Protagonista |
| 2014 | The Young Kieslowski  | Leslie Mallard  | Protagonista |
| 2015 | The Bronze            | Maggie Townsend | Protagonista |
| 2015 | Follow                | Viv             | Protagonista |
| 2016 | The Edge of Seventeen | Krista          | Secundari    |
| 2016 | Split                 | Claire          | Secundari    |
| 2017 | Columbus              | Casey           | Protagonista |
| 2018 | Operation Finale      | Silvia Hermann  | Secundari    |
| 2018 | Support the Girls     | Maci            | Protagonista |
| 2019 | The Chaperone         | Louise Brooks   | Protagonista |
| 2019 | Five Feet Apart       | Stella Grant    | Protagonista |
| 2021 | El comiat d'en Yang   | Ada             | Protagonista |

| Any         | Títol                             | Paper                  | Notes                                |
| ----------- | --------------------------------- | ---------------------- | ------------------------------------ |
| 2012        | Up in Arms                        | Coreògrafa i ballarina | Episodi: "Flash Mob Parody Speciall" |
| 2012        | Christmas Twister                 | Kaitlyn                | Pel·lícula de televisió              |
| 2013        | Shake it Up                       | Dancer                 | Episodi: "Quit it Up"                |
| 2013        | Adopted                           | Destiny                | Sense estrenar                       |
| 2013        | Escape from Polygamy              | Julina                 | Pel·lícula de televisió              |
| 2013 – 2014 | Ravenswood                        | Tess Hamilton          | 5 episodis                           |
| 2014        | Awkward                           | Mackenzie              | Episodi: "Sophomore Sluts"           |
| 2015        | Law & Order: Special Victims Unit | Jenna Davis            | Episodi: "Decaying Morality"         |
| 2015        | Your Family or Mine               | Maya                   | Episodi: "Pilot"                     |
| 2015        | Mortal Kombat X: Generations      | Cassie Cage            | Episodi: "Mission Fatigue"           |
| 2016        | Recovery Road                     | Ellie Dennis           | Recorrent                            |